# Norman B. Judd

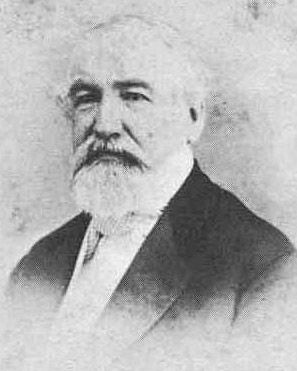
Norman B. Judd

Norman Buel Judd (* 10. Januar 1815 in Rome, New York; † 11. November 1878 in Chicago, Illinois) war ein US-amerikanischer Politiker. Zwischen 1867 und 1871 vertrat er den Bundesstaat Illinois im US-Repräsentantenhaus.

## Werdegang
Norman Judd war der Großvater des New Yorker Kongressabgeordneten Norman Judd Gould (1877–1964). Er besuchte die öffentlichen Schulen seiner Heimat. Nach einem anschließenden Jurastudium und seiner 1836 erfolgten Zulassung als Rechtsanwalt begann er zunächst in Rome in diesem Beruf zu arbeiten. Noch im selben Jahr verlegte er seinen Wohnsitz und seine Kanzlei nach Chicago. Zwischen 1837 und 1839 war er juristischer Vertreter dieser Stadt. Zwischen 1844 und 1860 gehörte er dem Senat von Illinois an. Er wurde Mitglied der 1854 gegründeten Republikanischen Partei. Im Mai 1860 war er Delegierter zur Republican National Convention, auf der Abraham Lincoln als Präsidentschaftskandidat nominiert wurde. Nach dessen Amtsantritt als US-Präsident ernannte er Judd als Nachfolger von Joseph A. Wright zum amerikanischen Gesandten in Preußen. Diese Position bekleidete er zwischen 1861 und 1865.
Bei den Kongresswahlen des Jahres 1866 wurde Judd im ersten Wahlbezirk von Illinois in das US-Repräsentantenhaus in Washington, D.C. gewählt, wo er am 4. März 1867 die Nachfolge von John Wentworth antrat. Nach einer Wiederwahl konnte er bis zum 3. März 1871 zwei Legislaturperioden im Kongress absolvieren. Bis 1869 war die Arbeit des Kongresses von den Spannungen zwischen der Republikanischen Partei und Präsident Andrew Johnson überschattet, die in einem nur knapp gescheiterten Amtsenthebungsverfahren gegen gipfelten.
Im Jahr 1870 verzichtete Judd auf eine weitere Kongresskandidatur. 1872 wurde er von Präsident Ulysses S. Grant zum Leiter der Zollbehörde im Hafen von Chicago ernannt. Dieses Amt bekleidete er bis zu seinem Tod am 11. November 1878.